# Piotr Aleksandrovitch Tolstoï
Pour les autres membres de la famille, voir famille Tolstoï.
Le comte Piotr Alexandrovitch Tolstoï (en russe : Пётр Александрович Толстой), né en 1769, mort le 28 septembre 1844 à Moscou, est un aristocrate et militaire russe.
Homme politique et général russe, il fut gouverneur de guerre de Viborg (1802), gouverneur de Saint-Pétersbourg du 28 novembre 1802 au 25 janvier 1803, gouverneur de guerre du 28 novembre 1802 au 10 septembre 1805, sénateur et membre du Conseil d'État.

## Famille
Pierre Tolstoï est le fils d'Alexandre Petrovitch Tolstoï (1719-1792) et d'Eudoxie Ivovna Izmaïlova et arrière-petit-fils du comte Piotr Andreïevitch Tolstoï.

### Mariage
En 1794, Piotr Alexandrovitch Tolstoï épouse la princesse Maria Alexeïevna Galitzine (fille du prince Alexeï Borissovitch Galitzine et de la princesse Anna Egorovna de Géorgie).
Neuf enfants sont nés de cette union :
- Alexeï Petrovitch Tolstoï (1798-1864), général de l'armée impériale de Russie
- Eudoxie Petrovna Tolstoï (1807-1863), épousa Alexandre Dimitriev Gouriev
- Sophie Petrovna Tolstoï (1800-1886), épousa Vladimir Stepanovitch Apraxine
- Alexandre Petrovitch Tolstoï (1801-1873), épousa Anna Egorovna Grouzinskaïa
- Iegor Petrovitch Tolstoï (1802-1874), épousa la princesse Varvara Petrovna Troubetskaïa, gouverneur de Kalouga, de Penza et de Taganrog
- Anna Petrovna Tolstoï (1802-1884), épousa Alexeï Nikolaïevitch Bakhmetiev
- Alexandra Petrovna Tolstoï (1804-1890), épousa Alexandre Nikolaïevitch Mordvinov
- Vladimir Petrovitch Tolstoï (1805-1875), épousa Sophie Vassilievna Orlov-Denissov
- Ivan Petrovitch Tolstoï (1810-1873), épousa Sophie Sergueïevna Stroganova[3].

## Biographie
Le comte entra en 1775 au régiment Preobrajensky et le 21 mai 1785, commença sa carrière militaire comme aide de camp personnel du prince Saltykov (1736-1816), la même année, il fut promu lieutenant-colonel. Il prit part à la guerre russo-suédoise de 1788-1790.
En 1794 Piotr Alexandrovitch Tolstoï joua un rôle important lors du siège de Varsovie (1794) et fut élevé au grade de colonel. Il commanda à partir du 24 octobre 1794 deux bataillons  à la bataille de Praga (4 novembre 1794). À son retour en Russie, Catherine II le décora de sa main de l'ordre de Saint-Georges (troisième classe) et le nomma commandant du régiment de dragons de Pskov. Le 9 novembre 1797, il obtint le grade de général de division avec la nomination de commandant du régiment de dragons de Nijni Novgorod. En 1798, le comte se vit décerné l'ordre de Sainte-Anne (première classe). Il fut envoyé fin 1798 en mission auprès de l'archiduc Charles d'Autriche, afin d'assurer une liaison avec le général Souvorov. Après les campagnes militaires de 1799, Pierre Tolstoï fut élevé au grade de lieutenant-général et devint membre du Conseil de guerre (ministère de la Guerre) et sénateur. En 1802, il fut nommé gouverneur de Viborg et le 28 novembre de la même année, gouverneur de Saint-Pétersbourg. La générosité du comte envers les pauvres et les soldats des régiments de la Garde lui apporta alors la célébrité. À cette même période, il commanda le régiment Preobrajensky.
En septembre 1805, le général Tolstoï repartit en campagne militaire en Poméranie avec 20 000 hommes, sous le commandement de Gustave IV Adolphe de Suède. Il opéra dans le nord de l'Allemagne et se saisit de Hanovre. Après la bataille d'Austerlitz (2 décembre 1805) il revint en Russie. Au début de la guerre de la Quatrième Coalition, Alexandre Ier lui confia une mission de conciliation entre le général von Bennigsen et le général von Buxhoeveden en le priant de lui rapporter personnellement les motifs de discordes entre les deux généraux.
Du 14 octobre 1807 au 1er octobre 1808, le général Tolstoï fut envoyé en qualité d'ambassadeur à Paris. Sa principale mission consista à surveiller au respect du traité de Tilsitt signé par Alexandre Ier et Napoléon Ier entre le 7 juillet et le 9 juillet 1807. Mais, le comte écrivit au tsar que toutes les assurances de Napoléon étaient mensongères, en suppliant l'empereur de ne pas les croire, mais qu'au contraire, l'empereur des Français se préparait à une rebuffade. Le comte prédisait de surcroît une invasion prochaine de la Russie par la France. Il recommanda au gouvernement impérial russe des mesures pour la protection des intérêts de son pays contre l'agression de Napoléon : c'est-à-dire d'accroître au maximum l'armée, de la déplacer à la frontière occidentale, de conclure un accord secret avec l'Autriche, de cesser la guerre contre la Turquie et la Suède, afin de conclure la paix avec l'Angleterre et organiser une nouvelle coalition anti-française avec la Prusse et l'Autriche. En raison de son manque d'expérience diplomatique, les efforts du général-comte furent vains et après le congrès d'Erfurt (27 septembre au 14 octobre 1808), il fut rappelé en Russie. Néanmoins, il put assister à la détérioration des relations entre Alexandre et Napoléon.
De 1808 à 1812, le général Tolstoï vécut dans son domaine près de Toula. En 1812, le comte forma et commanda les milices des gouvernements de Nijni Novgorod, Simbirsk, Kazan, Viatka et Orenbourg. En 1813, il participa à la prise de Dresde et de Magdebourg.
Le 19 juin 1814,  de lieutenant-général, il fut promu général, le 16 janvier 1816 nommé chef du 4e puis du 5e régiment d'infanterie. Le comte fut admis, le 30 août 1823, comme membre au Conseil d'État. Sous le règne de Nicolas Ier il reçut l'ordre de Saint-André. Il prit sa retraite en 1839.

### Décès et inhumation
Le général-comte Tolstoï décéda le 28 septembre 1844 à Moscou et fut inhumé au monastère Donskoï.

## Distinctions
- Ordre de Sainte-Anne (première classe)
- Ordre de Saint-Georges (troisième classe)
- Ordre de Saint-André